# USA Perpignan
Die Union Sportive Arlequins Perpignan (franz.) bzw. Unió Esportiva Arlequins de Perpinyà (katal.), meist zu USA Perpignan oder USAP abgekürzt, ist ein Rugby-Union-Verein aus der französischen Stadt Perpignan im Département Pyrénées-Orientales. Er ist in der zweitobersten Liga Pro D2 vertreten und trägt seine Heimspiele im Stade Aimé-Giral aus.
Die Vereinsfarben sind Rot und Gelb, der katalanischen Flagge entsprechend. Im französischen Nordkatalonien ist der USAP ein Symbol der katalanischen Identität. Das Vereinsmotto ist in katalanischer Sprache und lautet „Sempre Endavant“ (immer vorwärts). Ab Mitte der 1990er Jahre wurde L’Estaca des katalanischen Liedermachers Lluís Llach zur inoffiziellen Vereinshymne. Die USAP ging 2004 eine Partnerschaft mit dem FC Barcelona ein, der auch über eine Rugby-Abteilung verfügt.
Die USA verfügte auch über eine Fußballsparte, die unmittelbar nach dem Zweiten Weltkrieg sogar für zwei Saisons in der professionellen Division 2 antrat.

## Geschichte
Der Verein entstand 1902 unter der Bezeichnung Association sportive perpignanaise (ASP) und spielte von Anfang an in den katalanischen Nationalfarben. 1909 absorbierte er den einige Jahre zuvor gegründeten Verein Perpignan sportif. 1911 schaffte die ASP den Aufstieg in die höchste Liga, doch im darauf folgenden Jahr spalteten sich einige Mitglieder ab und gründeten den Verein Stade olympique perpignanais (SOP), der in der zweiten Liga verblieb. Dies hinderte ASP jedoch nicht daran, 1914 den ersten Meistertitel zu gewinnen; im Finale wurde Stadoceste Tarbais bezwungen.
Während des Ersten Weltkriegs ruhte der Spielbetrieb weitgehend. 1919 vereinigten sich ASP und SOP wieder und bildeten die Union sportive perpignanaise (USP). 1921 gewann die USP zum zweiten Mal den französischen Meistertitel, nach einem Sieg im Finale gegen Stade Toulousain. Drei Jahre später trafen beide Mannschaften ein weiteres Mal im alles entscheidenden Spiel aufeinander, doch die USP verlor. 1925 konnte Perpignan seinen dritten Meistertitel feiern, diesmal gegen US Carcassonne. Das Meisterschaftsfinale 1926 jedoch ging gegen Stade Toulousain verloren.

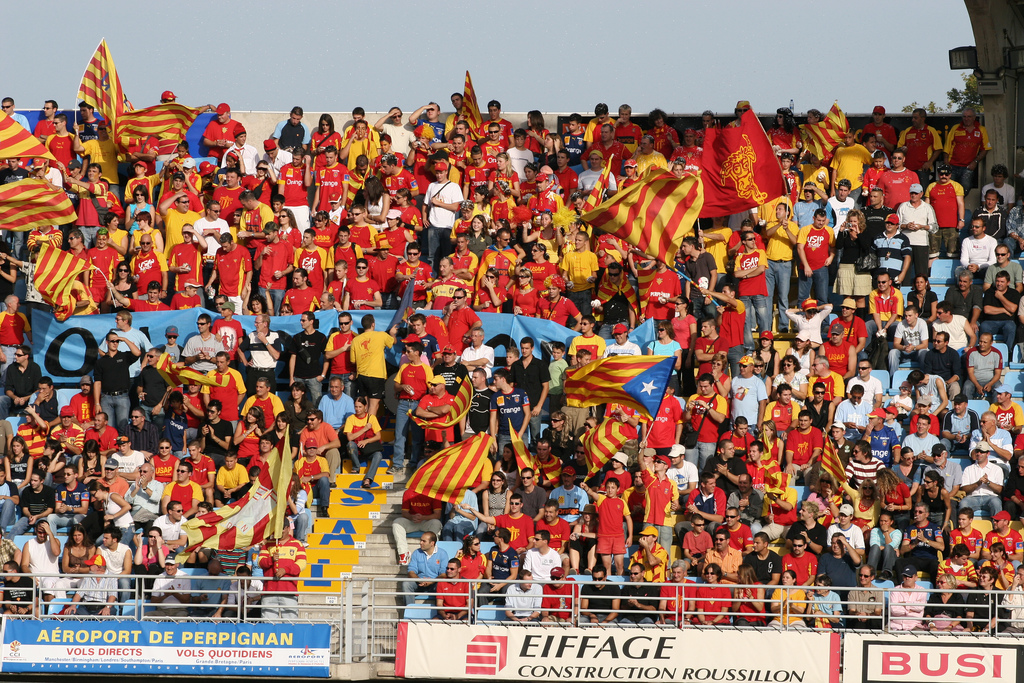
Fans von USA Perpignan in den katalanischen Nationalfarben

Im Mai 1933 fusionierte die USP mit dem erst wenige Jahre zuvor gegründeten Verein Arlequins. Daraus entstand die bis heute bestehende Bezeichnung Union Sportive Arlequins Perpignan. Zwar unterlag die USAP 1935 im Meisterschaftsfinale dem baskischen Verein Biarritz Olympique, gewann aber die Challenge Yves du Manoir. In diesem prestigeträchtigen Turnierwettbewerb gab es zwischen 1936 und 1938 drei Finalniederlagen hintereinander. 1938 gewann Perpignan den vierten Meistertitel; das im Finale unterlegene Biarritz Olympique revanchierte sich jedoch und behielt 1939 im Finale der Meisterschaft das bessere Ende für sich.
1944 stieß die USAP wieder ins Meisterschaftsfinale vor und konnte Aviron Bayonnais bezwingen. 1952 verlor die USAP gegen den FC Lourdes und wurde Zweiter der Meisterschaft. 1955 trafen beide Mannschaften wieder im Finale aufeinander; Perpignan gewann den sechsten Meistertitel. Erst 22 Jahre später erreichte Perpignan wieder ein Finale, unterlag jedoch der AS Béziers.
Nach dem dritten Gewinn der Challenge im Jahr 1994 folgte 1998 eine weitere Niederlage im Finale der Meisterschaft, diesmal gegen den Verein Stade Français, der eben erst aufgestiegen war. Dies war das erste Mal, dass das Finale im Stade de France stattgefunden hatte. Im Heineken Cup zeigte die Mannschaft ab 1998 regelmäßig gute Leistungen und erreichte 2003 sogar das Finale in Dublin, das sie jedoch gegen Stade Toulousain verlor. Eine weitere Finalniederlage, in der Meisterschaft, gab es 2004 gegen Stade Français. 2009 gewann Perpignan nach 54 Jahren zum siebten Mal die Meisterschaft, im darauf folgenden Jahr gab es wieder eine Finalniederlage.
2014 stieg die USA Perpignan nach 103 Jahren Zugehörigkeit zur ersten Liga in die Pro D2 ab. In der Saison 2017/18 gelang ihnen der Wiederaufstieg in die Top 14, doch nach nur einer Spielzeit folgte der erneute Abstieg in die Zweitklassigkeit.

## Erfolge
- Meister: 1914, 1921, 1925, 1938, 1944, 1955, 2009
- Meisterschaftsfinalist: 1924, 1926, 1935, 1939, 1952, 1977, 1998, 2004, 2010
- Finalist Heineken Cup: 2003
- Sieger Challenge Yves du Manoir: 1935, 1955, 1994
- Finalist Challenge Yves du Manoir: 1936, 1937, 1938, 1956, 1965

## Finalspiele von USA Perpignan

### Meisterschaft
| Datum          | Meister               | 2. Finalist           | Ergebnis  | Ort                                    | Zuschauer |
| -------------- | --------------------- | --------------------- | --------- | -------------------------------------- | --------- |
| 3. Mai 1914    | USA Perpignan         | Stadoceste Tarbais    | 8:7       | Stade des Ponts Jumeaux, Toulouse      | 15.000    |
| 27. April 1921 | USA Perpignan         | Stade Toulousain      | 5:0       | Parc des Sports de Sauclières, Béziers | 20.000    |
| 27. April 1924 | Stade Toulousain      | USA Perpignan         | 3:0       | Parc Lescure, Bordeaux                 | 20.000    |
| 3. Mai 1925    | USA Perpignan         | US Carcassonne        | 5:0       | Maraussan, Narbonne                    | 20.000    |
| 2. Mai 1926    | Stade Toulousain      | USA Perpignan         | 11:0      | Parc Lescure, Bordeaux                 | 25.000    |
| 12. Mai 1935   | Biarritz Olympique    | USA Perpignan         | 3:0       | Stade des Ponts Jumeaux, Toulouse      | 23.000    |
| 8. Mai 1938    | USA Perpignan         | Biarritz Olympique    | 11:6      | Stade des Ponts Jumeaux, Toulouse      | 24.600    |
| 30. April 1939 | Biarritz Olympique    | USA Perpignan         | 6:0 n. V. | Stade des Ponts Jumeaux, Toulouse      | 23.000    |
| 26. März 1944  | USA Perpignan         | Aviron Bayonnais      | 20:5      | Parc des Princes, Paris                | 35.000    |
| 4. Mai 1952    | FC Lourdes            | USA Perpignan         | 20:11     | Stadium Municipal, Toulouse            | 32.500    |
| 22. Juni 1955  | USA Perpignan         | FC Lourdes            | 11:6      | Parc Lescure, Bordeaux                 | 39.764    |
| 29. Mai 1977   | AS Béziers            | USA Perpignan         | 12:4      | Parc des Princes, Paris                | 41.821    |
| 16. Mai 1998   | Stade Français Paris  | USA Perpignan         | 34:7      | Stade de France, Saint-Denis           | 78.000    |
| 26. Juni 2004  | Stade Français Paris  | USA Perpignan         | 38:20     | Stade de France, Saint-Denis           | 79.722    |
| 6. Juni 2009   | USA Perpignan         | ASM Clermont Auvergne | 22:13     | Stade de France, Saint-Denis           | 79.205    |
| 29. Mai 2010   | ASM Clermont Auvergne | USA Perpignan         | 19:6      | Stade de France, Saint-Denis           | 79.869    |

### Heineken Cup
| Datum        | Sieger           | 2. Finalist   | Ergebnis | Ort                    | Zuschauer |
| ------------ | ---------------- | ------------- | -------- | ---------------------- | --------- |
| 24. Mai 2003 | Stade Toulousain | USA Perpignan | 22:17    | Lansdowne Road, Dublin | 28.600    |

## Bekannte ehemalige Spieler
| - Marcel Baillette - Daniel Carter (Neuseeland) - Chris Cusiter (Schottland) - Daniel Herbert (Australien) - Raphaël Ibañez - Jean-François Imbernon - Mike James (Kanada) - Thierry Lacroix - Thomas Lièvremont | - Dan Luger (England) - Nicolas Mas - Jo Maso - Percy Montgomery (Südafrika) - Joseph Pascot - Puig-Aubert - Eugène Ribère - André Snyman (Südafrika) - Alasdair Strokosch (Schottland) |

## Fußballabteilung
Während der 1940er Jahre hatten Perpignans Fußballer Profistatus besessen und traten eine Saison (1942/43) in der Südgruppe der heute allerdings nicht als offizielle Meisterschaft geltenden ersten Division an. In  derselben Spielzeit war die USA zudem im Landespokal – der während Krieg und deutscher Besetzung von Teilen Frankreichs zunächst in drei Zonen ausgetragen wurde – im Teilwettbewerb der unbesetzten Zone nach Siegen über den Toulouse FC, die AS Saint-Étienne und ESA Brive bis ins Endspiel vorgestoßen; erst darin unterlagen sie Olympique Marseille mit 0:3. Nach der Befreiung des Landes waren „die Katalanen“ ab 1945 noch für zwei Saisons in der zweiten Liga vertreten und hatten von 1944 bis 1947 auch drei weitere Male die Hauptrunde im Pokalwettbewerb erreicht. Ab den frühen 1950er Jahren allerdings dominierte der Lokalrivale FC Perpignan den Fußball in der Stadt.